# André Fierens
Andréas J. Fierens známý jako André Fierens (8. února 1898, Antverpy, Belgie – 12. ledna 1971) byl belgický fotbalista a reprezentant.
Hrál za belgický klub K. Beerschot VAC. Zúčastnil se Letních olympijských her 1920 v Antverpách, kde domácí belgický tým získal ve finále zlaté medaile poté, co reprezentace Československa opustila na protest proti verdiktům rozhodčího ve 40. minutě za stavu 2:0 pro Belgii hřiště a byla diskvalifikována. Hrál i na Letních olympijských hrách 1924 v Paříži proti Švédsku (porážka 1:8).